# National Society of Film Critics Award per la miglior fotografia
Il National Society of Film Critics Award per la miglior fotografia (National Society of Film Critics Award for Best Cinematography) è un premio cinematografico assegnato alla fotografia di un film votata dai membri dalla National Society of Film Critics (NSFC) come la migliore dell'anno.
È stato consegnato annualmente dal 1968 in poi. Roger Deakins ha vinto il premio quattro volte, più di chiunque altro.

## Vincitori
I vincitori del premio sono indicati in grassetto a fianco della rispettiva annata di premiazione:

### Anni 1960
- 1968: Haskell Wexler - La calda notte dell'ispettore Tibbs (In the Heat of the Night)
- 1969: William A. Fraker - Bullitt

### Anni 1970
- 1970: Lucien Ballard - Il mucchio selvaggio (The Wild Bunch)
- 1971 (gennaio): Néstor Almendros - La mia notte con Maud (Ma nuit chez Maud) e Il ragazzo selvaggio (L'Enfant sauvage)
- 1971 (dicembre): Vittorio Storaro - Il conformista
- 1972: Sven Nykvist - Sussurri e grida (Viskningar och rop)
- 1974: Vilmos Zsigmond - Il lungo addio (The Long Goodbye)
- 1975 (gennaio): Gordon Willis - Il padrino - Parte II (The Godfather Part II) e Perché un assassinio (The Parallax View)
- 1975 (dicembre): John Alcott - Barry Lyndon
- 1977 (gennaio): Haskell Wexler - Questa terra è la mia terra (Bound for Glory)
- 1977 (dicembre): Thomas Mauch - Aguirre, furore di Dio (Aguirre, der Zorn Gottes)
- 1979: Néstor Almendros - I giorni del cielo (Days of Heaven)

### Anni 1980
- 1980: Caleb Deschanel - Black Stallion e Oltre il giardino (Being There)
- 1981: Michael Chapman - Toro scatenato (Raging Bull)
- 1982: Gordon Willis - Spiccioli dal cielo (Pennies from Heaven)
- 1983: Philippe Rousselot - Diva
- 1984: Hiro Narita - Mai gridare al lupo (Never Cry Wolf)
- 1985: Chris Menges - Comfort and Joy e Urla del silenzio (The Killing Fields)
- 1986: Takao Saitō, Masaharu Ueda e Asakazu Nakai - Ran
- 1987: Frederick Elmes - Velluto blu (Blue Velvet)
- 1988: Philippe Rousselot - Anni '40 (Hope and Glory)
- 1989: Henri Alekan - Il cielo sopra Berlino (Der Himmel über Berlin)

### Anni 1990
- 1990: Michael Ballhaus - I favolosi Baker (The Fabulous Baker Boys)
- 1991: Peter Suschitzky - Dalla parte del cuore (Where the Heart Is)
- 1992: Roger Deakins - Barton Fink - È successo a Hollywood (Barton Fink)
- 1993: Zhao Fei - Lanterne rosse (Dà hóng dēnglong gāogāo guà)
- 1994: Janusz Kamiński - Schindler's List
- 1995: Stefan Czapsky - Ed Wood
- 1996: Tak Fujimoto - Il diavolo in blu (Devil in a Blue Dress)
- 1997: Robby Müller - Dead Man e Le onde del destino (Breaking the Waves)
- 1998: Roger Deakins - Kundun
- 1999: John Toll - La sottile linea rossa (The Thin Red Line)

### Anni 2000
- 2000: Conrad L. Hall - American Beauty
- 2001: Agnès Godard - Beau Travail
- 2002: Christopher Doyle e Mark Lee Ping Bin - In the Mood for Love (Huāyàng niánhuá)
- 2003: Edward Lachman - Lontano dal paradiso (Far from Heaven)
- 2004: Russell Boyd - Master & Commander - Sfida ai confini del mare (Master and Commander: The Far Side of the World)
- 2005: Zhao Xiaoding - La foresta dei pugnali volanti (Shí miàn máifú)
- 2006: Christopher Doyle, Lai Yiu-fai e Kwan Pun-leung - 2046
- 2007: Emmanuel Lubezki - I figli degli uomini (Children of Men)
- 2008: Robert Elswit - Il petroliere (There Will Be Blood)
- 2009: Anthony Dod Mantle - The Millionaire (Slumdog Millionaire)

### Anni 2010
- 2010: Christian Berger - Il nastro bianco (Das weiße Band - Eine deutsche Kindergeschichte)
- 2011: Roger Deakins - Il Grinta (True Grit)
- 2012: Emmanuel Lubezki - The Tree of Life
- 2013: Mihai Mălaimare Jr. - The Master
- 2014: Bruno Delbonnel - A proposito di Davis (Inside Llewyn Davis)
- 2015: Dick Pope - Turner (Mr. Turner)
- 2016: Edward Lachman - Carol
- 2017: James Laxton - Moonlight
- 2018: Roger Deakins - Blade Runner 2049
- 2019: Alfonso Cuarón - Roma

### Anni 2020
- 2020: Claire Mathon - Atlantique e Ritratto della giovane in fiamme (Portrait de la jeune fille en feu)
- 2021: Joshua James Richards - Nomadland
- 2022: Andrew Droz Palermo - Sir Gawain e il Cavaliere Verde (The Green Knight)
- 2023: Michał Dymek - EO
- 2024: Rodrigo Prieto - Killers of the Flower Moon
- 2025: Jomo Fray - Nickel Boys